# Alsóvásárd
Alsóvásárd (szlovákul Dolné Trhovište, korábban Dolné Vašardice) község Szlovákiában, a Nagyszombati kerületben, a Galgóci járásban. Gellénfalu tartozik hozzá.

## Fekvése
Galgóctól 9 km-re keletre fekszik. A Nyitrai fennsíkon, a Vásárdi patak (szk. Trhovištský potok) – a Radosna patak (szk. Radošina) mellékága – völgyében található a település.

## Története
A Pri plánkach, Rúbanice és Pasienky nevű dűlőkben a neolitikum korából való cserepeket és kőszerszámokat, míg a Turná dűlőben – légi fényképezés útján – állítólag objektumokat (sőt rondelt) is dokumentáltak. A Zlatárky dűlőben a felszíni leletek alapján a latén és római korban is éltek itt emberek, Fornószeg és Alsóvásárd között, a Galanovka patak jobb partján, a Kíčer vagy Kičír dűlőben pedig középkori település nyomaira bukkantak a 12-13. századból. Alapos régészeti kutatásuk azonban még várat magára. Az egyik ház udvarán – körülbelül 200 m-re délnyugatra a mai templomtól – 2 kelta sírt tártak fel a nagyszombati múzeum munkatársai.
1156-ban Vascard néven említik először. Neve a magyar vásár főnévből származik.
1574-ben a Vásárdi és Tomaszeghi családok osztoztak a birtokon.
Vályi András szerint "Alsó, ’s Felső Vasárd. 2 Tót falu Nyitra Várm. földes Urai Bossányi, és több Urak, fekszik egygyik Pásztóhoz közel, és annak filiája; határbéli földgyeik termékenyek, szőlőhegyeik nagyok, és jók, piatzok Galgóczon, legelőjök szoross, fájok tűzre tsekély."
Fényes Elek szerint "Alsó-Vásárd, Nyitra m. tót falu, Pásztó filial., 178 kath., 7 evang., 19 zsidó lak. Ut. p. Nagy-Ripény."
A trianoni békeszerződésig Nyitra vármegye Galgóci járásához tartozott.

## Népessége
| Év:            | 1994. | 2004.   | 2014.   | 2024.    |
| -------------- | ----- | ------- | ------- | -------- |
| Emberek száma: | 642   | 637     | 651     | 571      |
| Eltérés:       |       | -0,77 % | +2,19 % | -12,28 % |

| Év:            | 2023. | 2024.   |
| -------------- | ----- | ------- |
| Emberek száma: | 584   | 571     |
| Eltérés:       |       | -2,22 % |

1910-ben 381, túlnyomórészt szlovák anyanyelvű lakosa volt.
2001-ben 623 lakosából 616 szlovák volt.
2011-ben 650 lakosából 633 szlovák volt.
2021-ben 610 lakosából 1 magyar, 1 (+2) ruszin, 591 (+6) szlovák, 7 (+1) egyéb és 10 ismeretlen nemzetiségű volt.

## Nevezetességei

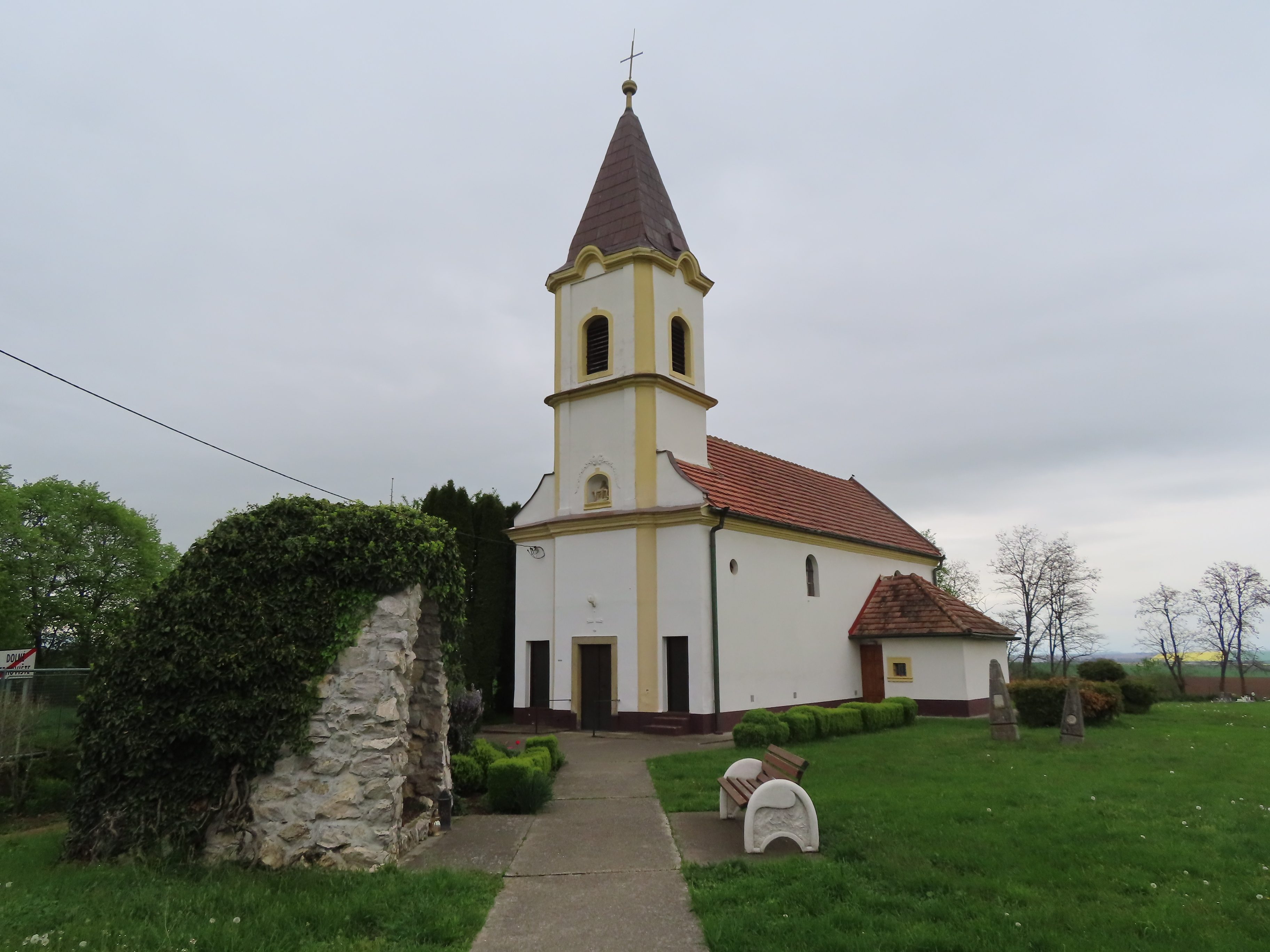
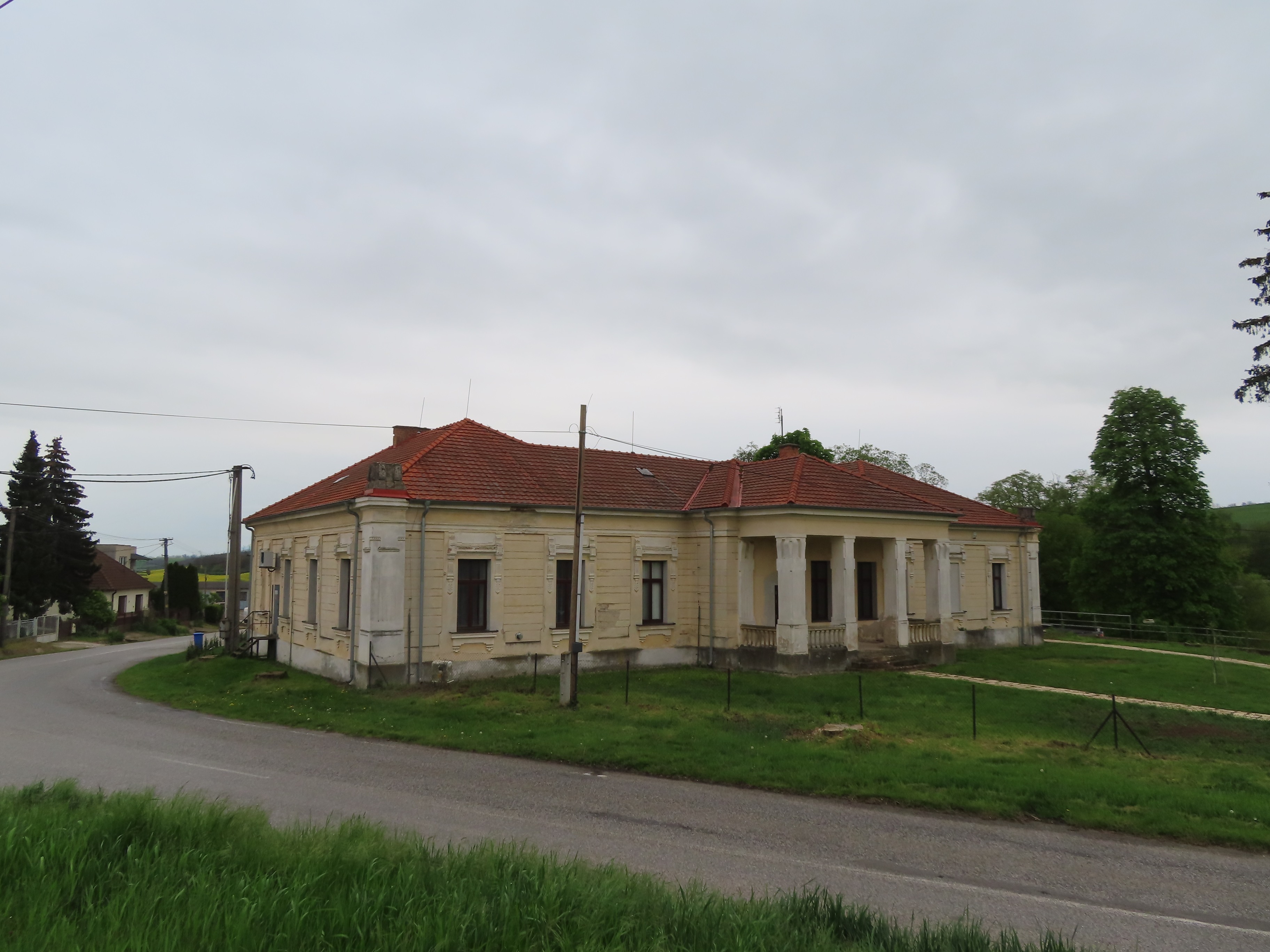
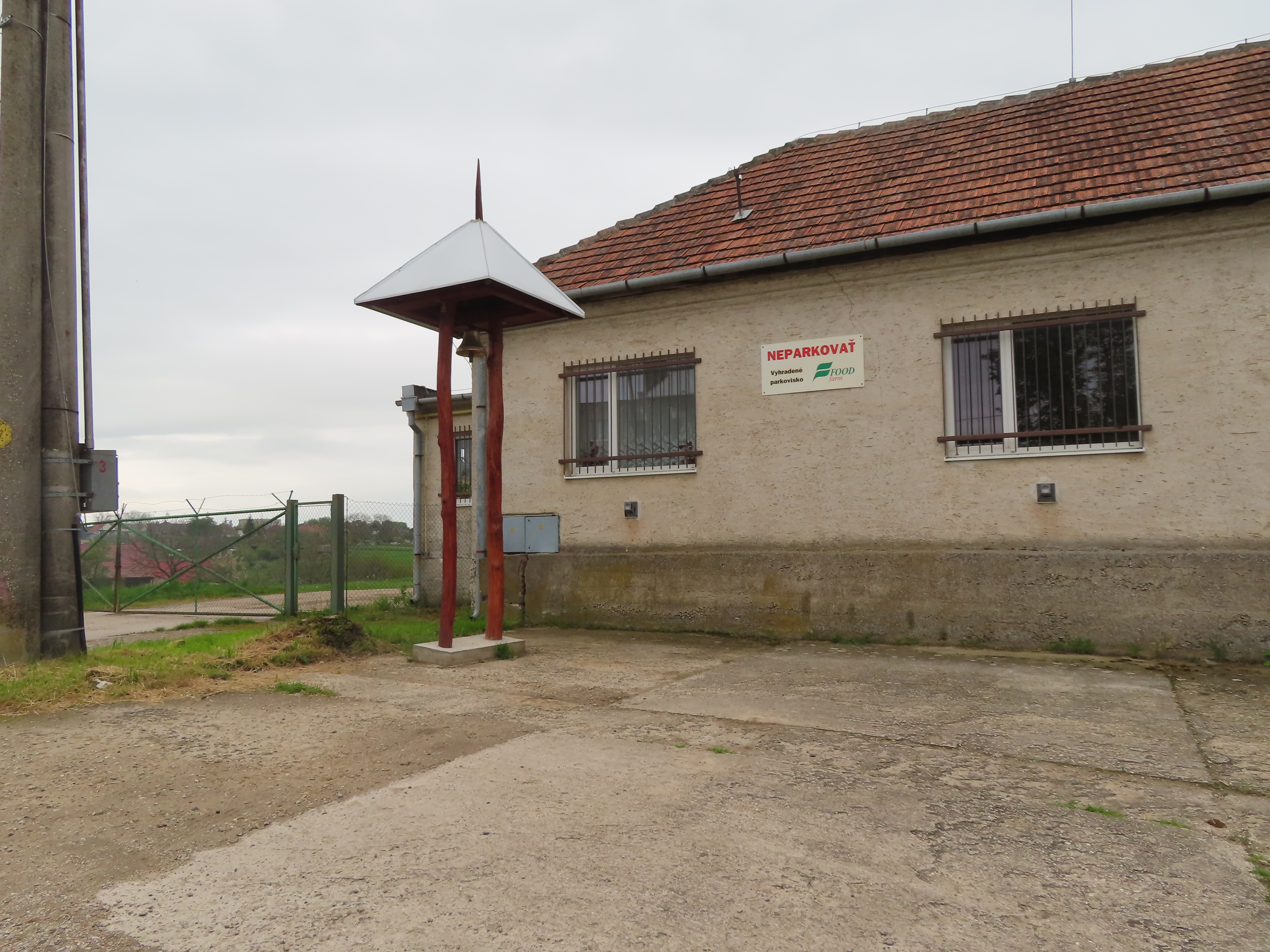
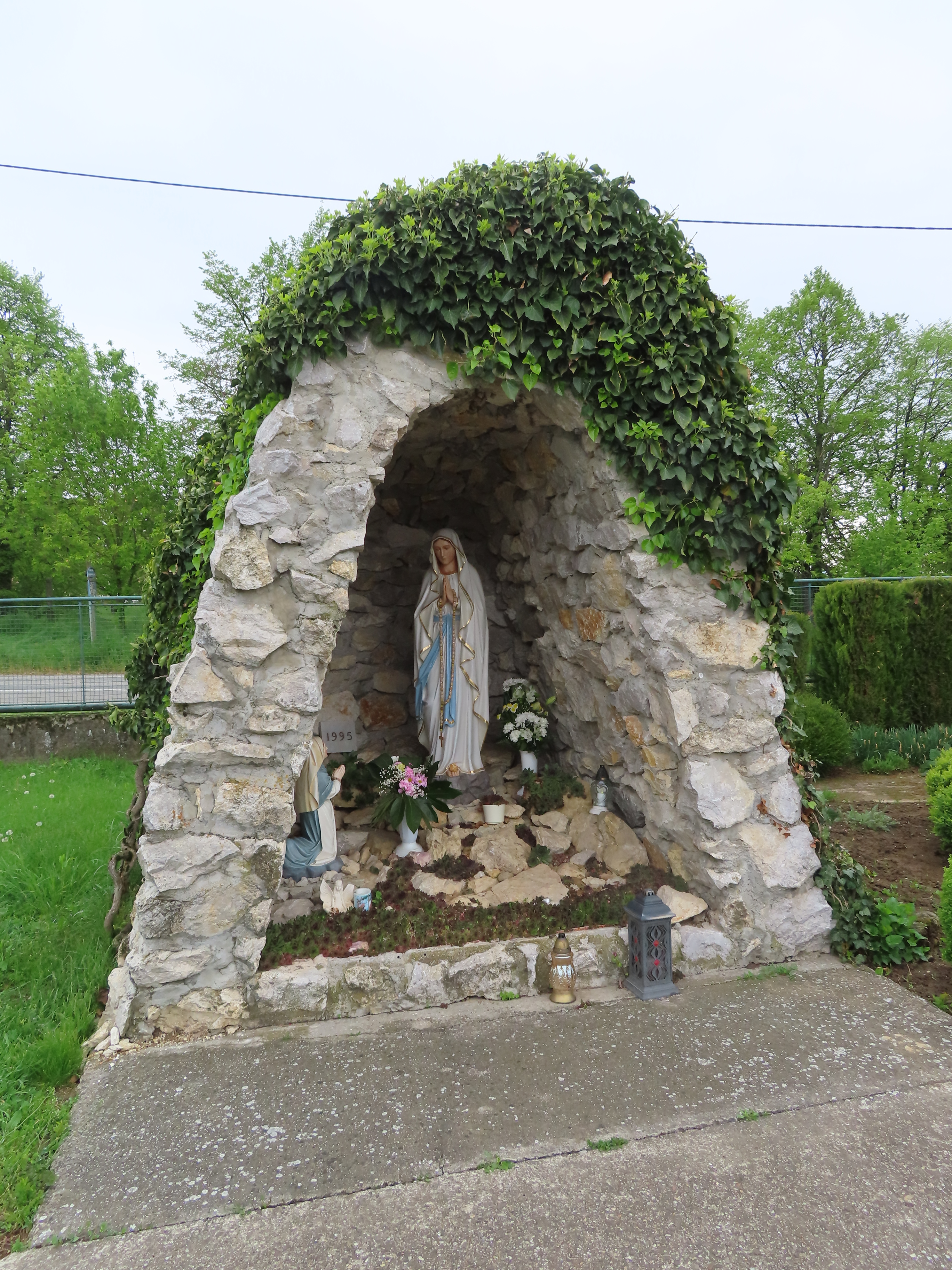
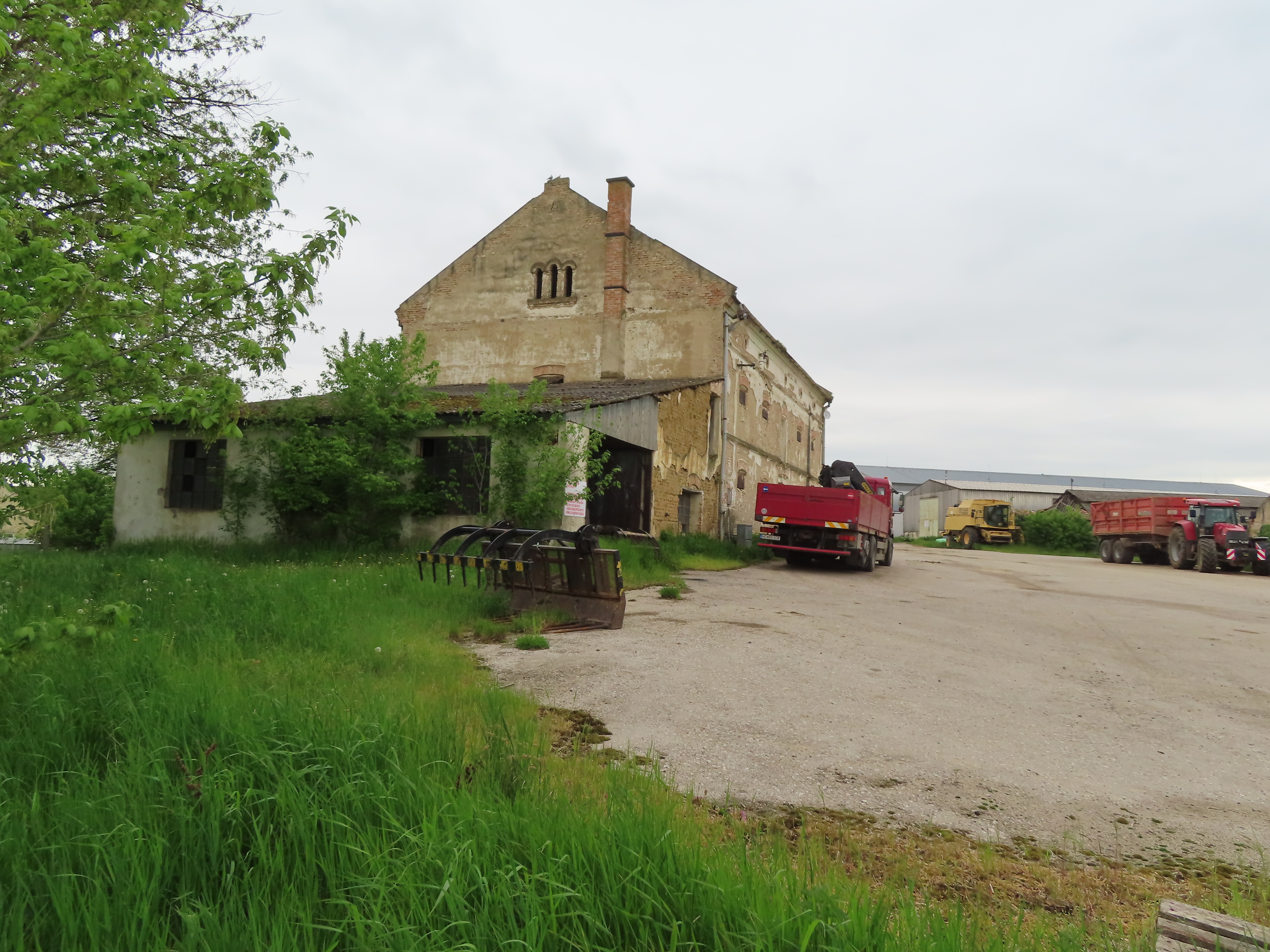
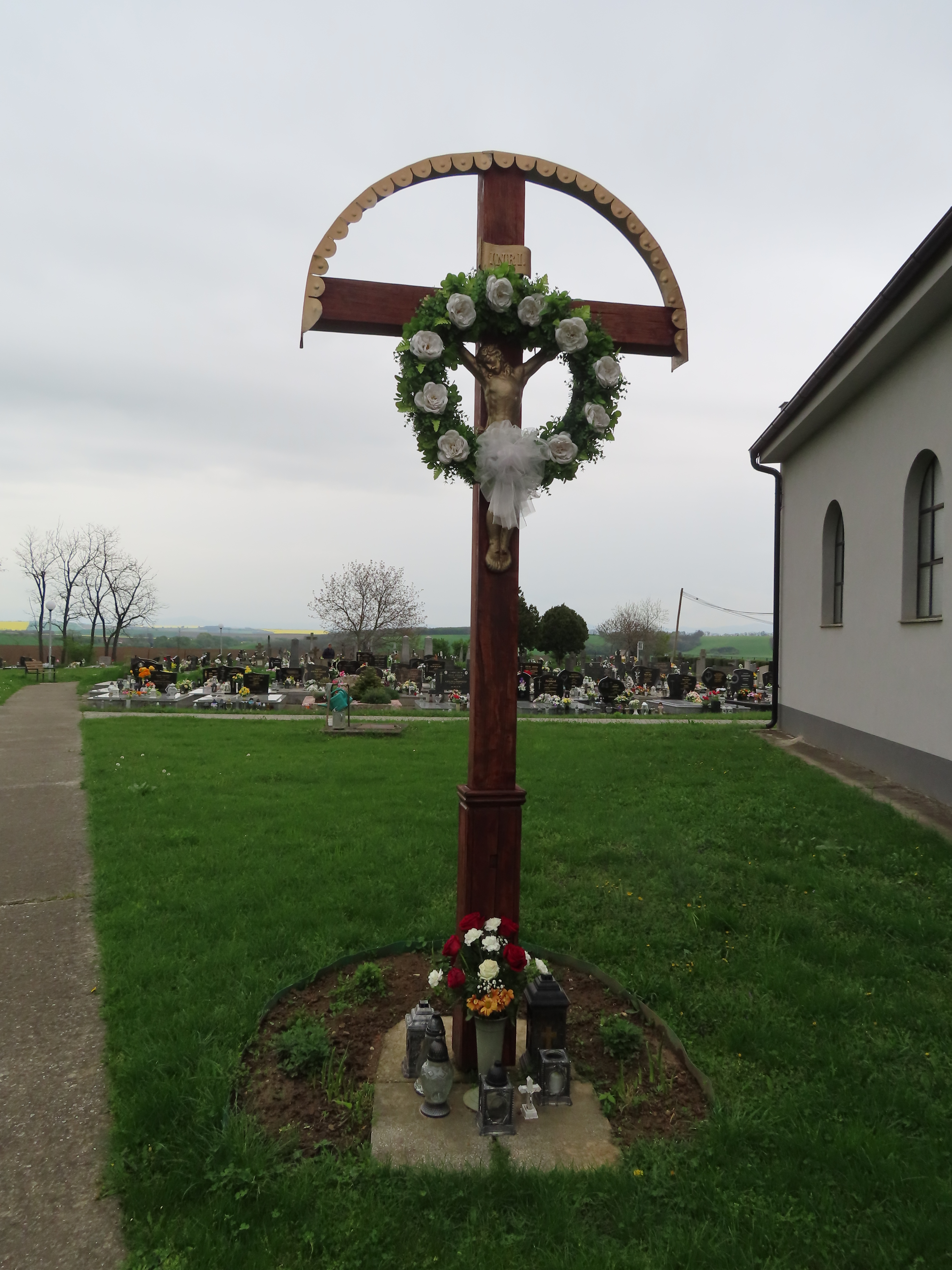
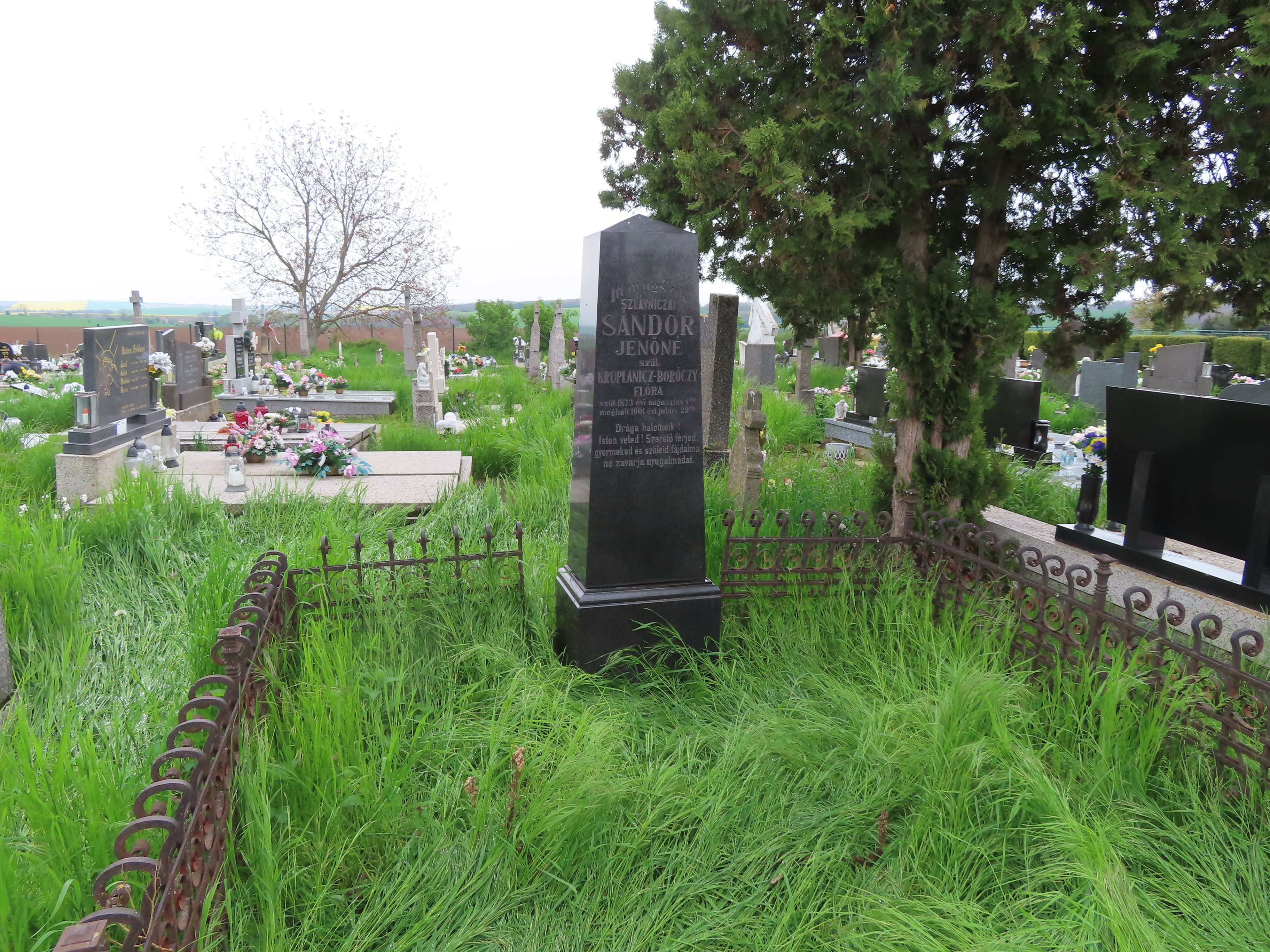
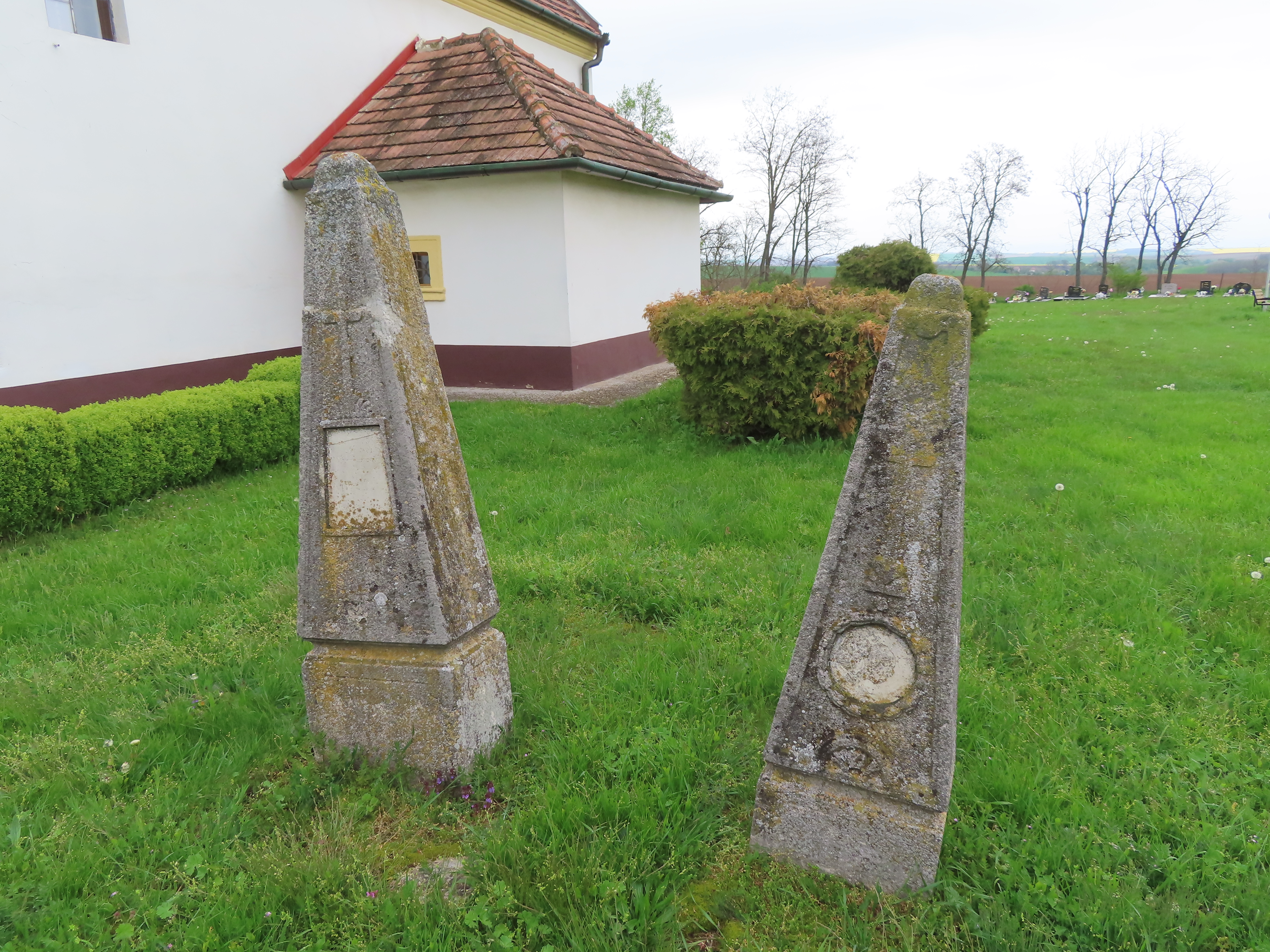

- Szent György tiszteletére szentelt római katolikus temploma a 13. században, román stílusban épült. Harangja 1761-ből származik.
- Gellénfalui (szk. Jeleňová, korábban Galanová) részén késő klasszicista kastélya 1855-ben épült. Építtetője a szentharaszti Jellinek Mózes zsidó származású nagybirtokos volt. Ma a postának, könyvtárnak és borozónak ad otthont.